# Real Jardín Botánico de Madrid

1. Staty av José Quer, 2. Staty av Simón de Rojas Clemente, 3. Staty av Mariano Lagasca, 4. Staty av Antonio José Cavanilles, 5. Monument över Blas de Lázaro, 7. Samling av suckulenter, 8. Noria-platsen,
9. Vattenbassäng, 10. Staty av Carl von Linné,
11. Växthus, 12. Arkad av smidesjärn, 1786, 13. Staty över Karl III av Spanien

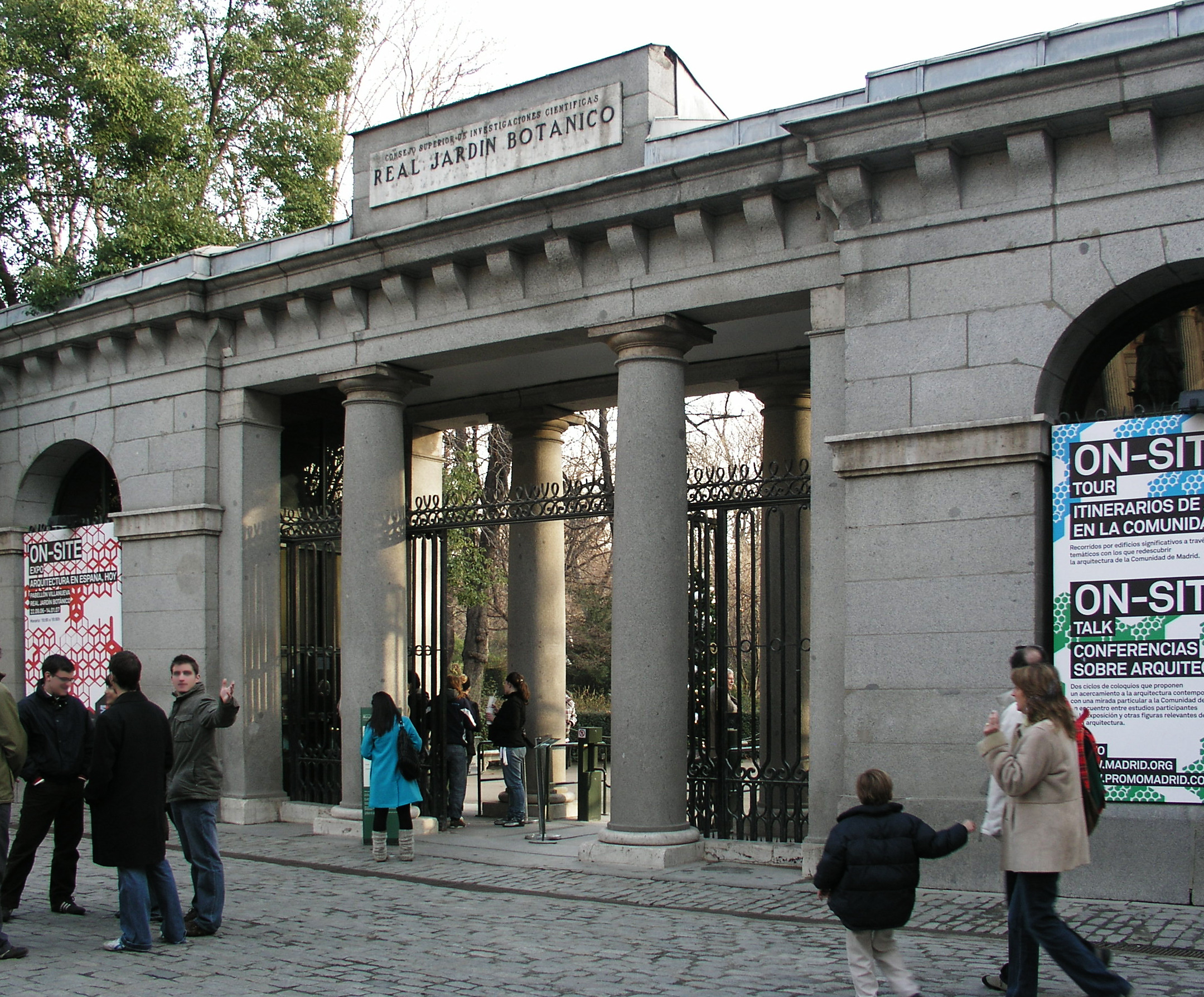
Huvudentrén

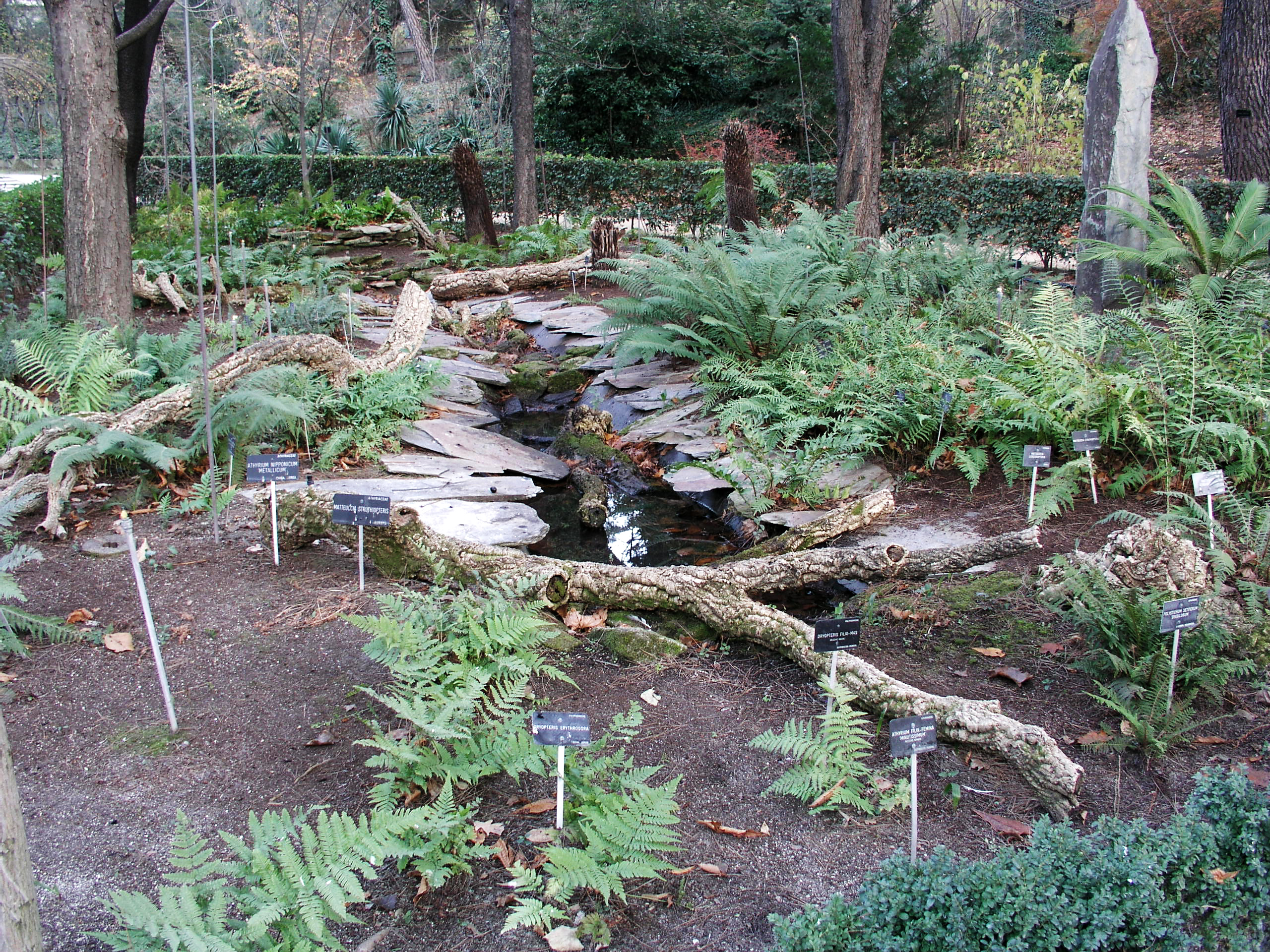
"Escuela botanica", en pedagogiskt upplagd växtsamling, här visas Pterodofitos och Cicadeles

Real Jardín Botánico de Madrid (Sp. Kungl Botaniska Trädgården i Madrid) är en botanisk trädgård vid Plaza de Murillo, nära Pradomuseet i Madrid, Spanien. 

## Historik
Trädgården grundades av kung Ferdinand VI 1755 , men var först placerad utanför Madrid innan den av Karl III fick sin nuvarande plats 1781. Parkens arkitekter var bland andra Francesco Sabatini och Juan de Villanueva. Parkens ändamål var inte bara att visa upp växter, utan också att medge undervisning i botanik samt stödja expeditioner för att upptäcka nya arter och klassificera dem. Vid parkens anläggning var bland andra dess förste director, Professor Casimiro Gómez Ortega, behjälplig.
Sedan 1939 har trädgården varit beroende av det spanska forskningsrådet (Consejo Superior de Investigaciones Científicas, CSIC), och 1942 utnämndes parken till konstnärlig park.
Parkens yta upptar mer än åtta hektar och härbärgerar med än 5000 olika levande växter, som valts ut efter vetenskapliga och estetiska kriterier. Parken är huvudsakligen indelad i tre delar: Teraza Alta o de los Laureles ("Övre terrassen eller Lagerväxtsterrassen"), Terraza del Plano de la Flor ("Blomterrassen") och Terraza de los Cuadros ("Fyrkantsterrassen") samt en mindre avdelning i parkens södra del med en pedagogiskt ordnad växtsamling, en "botanisk skola", där växterna visas i ordning från de primitiva till de mer utvecklade. I parken finns också två växthus.
Centralt i parken är en staty av Carl von Linné placerad.
Huvudingången ligger på norra sidan. Kungsporten (Puerta del Rey) längs västra sidan är normalt sett stängd. Den lägst belägna delen av parken ligger längs huvudgatan Paseo del Prado. 

## Kommunikationer
- Madrids tunnelbane-station Atocha